# Those Magnificent Men in Their Flying Machines
Those Magnificent Men in Their Flying Machines é um filme britânico de 1965, do gênero comédia de aventura, dirigido por Ken Annakin.
O filme é baseado em fato real: uma corrida aérea entre Londres e Paris em 1910.

## Sinopse
Um editor de um jornal britânico muito rico decide patrocinar uma corrida aérea entre Londres e Paris, através do canal da Mancha. Para isso, convida os maiores aviadores de todo o mundo na época, e oferece um prêmio de dez mil libras ao vencedor.

## Elenco
- Stuart Whitman.... Orvil Newton
- Sarah Miles.... Patricia Rawnsley
- James Fox.... Richard Mays
- Alberto Sordi.... conde Emilio Ponticelli
- Robert Morley.... lord Rawnsley
- Gert Fröbe.... coronel Manfred von Holstein (como Gert Frobe)
- Jean-Pierre Cassel.... Pierre Dubois
- Irina Demick.... Brigitte / Ingrid / Marlene / Françoise / Yvette / Betty
- Eric Sykes.... Courtney
- Red Skelton.... homem de Neandertal
- Terry-Thomas.... Sir Percy Ware-Armitage
- Benny Hill.... chefe dos bombeiros Perkins
- Yûjirô Ishihara.... Yamamoto
- Flora Robson.... madre superior
- Karl Michael Vogler.... capitão Rumpelstoss

## Principais prêmios e indicações
Oscar 1966 (EUA)
- Indicado na categoria de melhor roteiro original (Jack Davies e Ken Annakin)[carece de fontes?]

BAFTA 1966 (Reino Unido)
- Venceu na categoria de melhor figurino colorido (Osbert Lancaster e Dinah Greet)[carece de fontes?]
- Indicado nas categorias de melhor diretor de arte (cor) britânico (Thomas N. Morahan) e melhor diretor de fotografia (cor) britânico (Christopher Challis)[carece de fontes?]

Globo de Ouro 1966 (EUA)
- Indicado na categoria de melhor filme - comédia/musical, melhor ator de cinema - comédia/musical (Alberto Sordi) e ator novato mais promissor (James Fox)[carece de fontes?]

## Recepção
O filme teve tanto sucesso na época de seu lançamento que a mesma equipe, em 1969, lançou outro filme parecido, agora sobre uma corrida de automóveis: Monte Carlo or Bust.